# Sophronica maculosa
Sophronica maculosa là một loài bọ cánh cứng trong họ Cerambycidae.